# Kakunodate matsuri

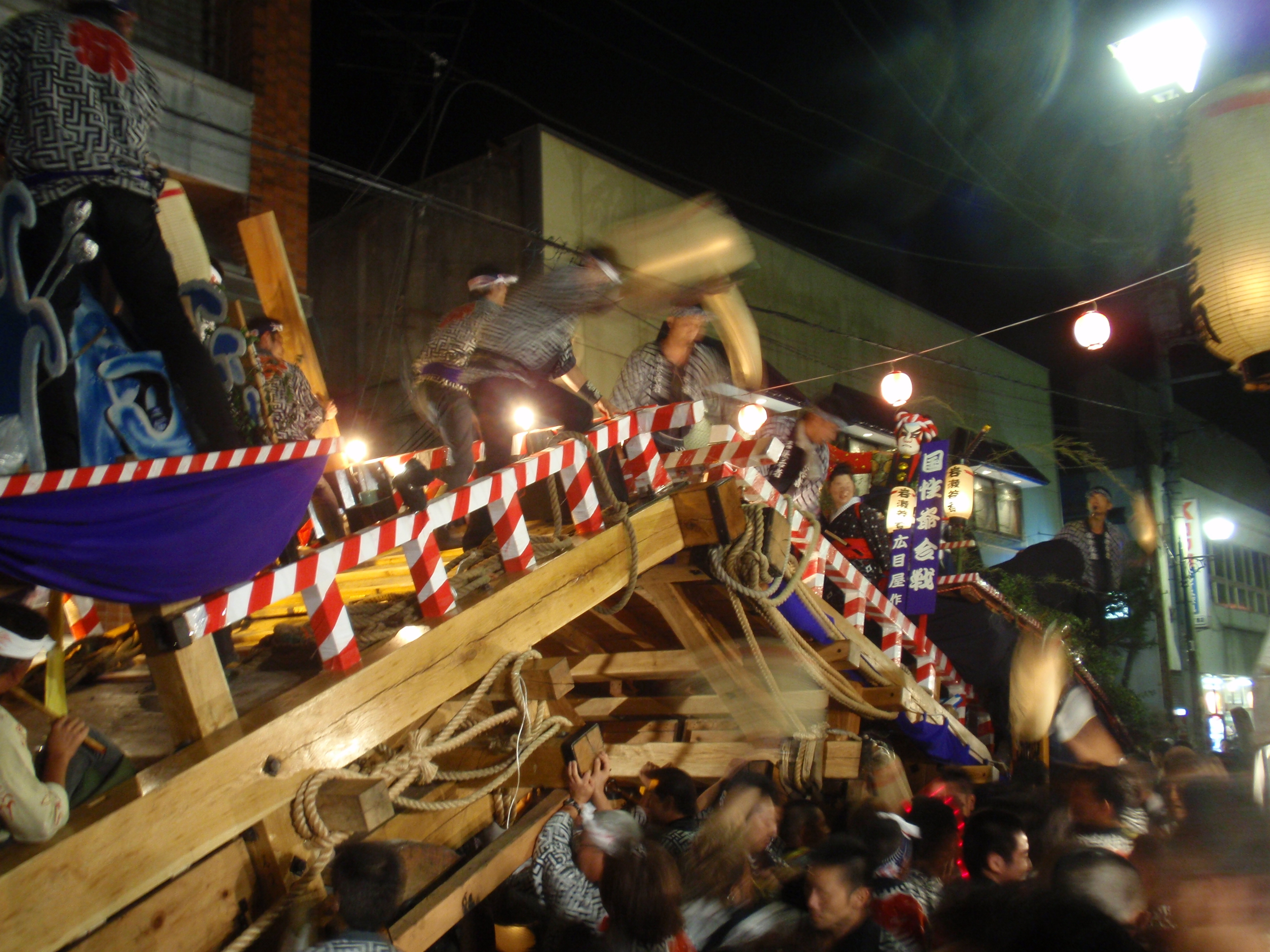
Collision de chars au Kakunodate matsuri (septembre 2008).

Le Kakunodate matsuri (角館祭り) est un matsuri célébré du 7 au 9 septembre à Semboku, dans la préfecture d'Akita. Ses rites concernent le sanctuaire Shinmei-sha. Outre une procession et des danses traditionnelles, il est connu pour l'oyamabayashi pendant laquelle des chars entrent en collision les uns avec les autres.
Le festival a une histoire de trois cent cinquante ans et, en 1991, il a été désigné comme patrimoine immatériel folklorique important,,,.